# Hành khách cuối cùng
Hành khách cuối cùng là một trò chơi truyền hình do Ban Thể thao Giải trí và Thông tin kinh tế, Đài Truyền hình Việt Nam sản xuất,  dựa trên định dạng chương trình The Last Passenger (tiếng Tây Ban Nha: El Último Pasajero) của Argentina. Đây là sân chơi để người trẻ rèn luyện sức khỏe, trí tuệ & tinh thần tập thể. Chương trình được phát sóng vào lúc 20:00 tối thứ 5 hàng tuần trên kênh VTV3 từ đầu tháng 6/2007 đến hết ngày 20/8/2009. MC Danh Tùng là người dẫn dắt chương trình trong suốt thời gian lên sóng.
Trong các số phát sóng đầu tiên, đối tượng tham gia chương trình là sinh viên các trường đại học cao đẳng trên toàn quốc, sau này được mở rộng những công ty, cơ quan đoàn thể,... tại Việt Nam.

## Thành phần tham dự

### Các đội chơi
3 đội tham dự trong mỗi trận đấu được nhận diện bởi 3 màu khác nhau: đỏ, xanh lá cây và xanh dương. Thành phần mỗi đội chơi tham gia gồm có:
- 15 người chơi chính thức, trong đó 1 người đóng vai trò là đội trưởng (mặc chiếc áo in hình chiếc xe buýt), 1 người mặc chiếc áo "Hành khách cuối cùng" (in hình chiếc chìa khóa), 13 hành khách còn lại mặc những chiếc áo bao gồm các loại thẻ 1x1, 3x1 và 5x1, tương ứng với số lượng hình linh vật Beto của chương trình để quyết định số hành khách sẽ được lên xe buýt sau khi các trò chơi chính khép lại.
- 60 khán giả đi cùng cổ vũ cho đội chơi.

Ngoài ra, mỗi đội còn có một nữ trợ lý trong trang phục tương ứng với từng đội có nhiệm vụ cổ vũ và khuấy động tinh thần cho đội trong suốt thời gian diễn ra chương trình.

### Trọng tài
Một trọng tài sẽ tham gia điều khiển và giám sát cuộc thi từ bên ngoài; người này sẽ không xuất hiện trên màn hình mà chỉ nghe thấy tiếng. Trước mỗi trò chơi, trọng tài sẽ thông báo số thời gian còn lại của trận đấu để đảm bảo diễn biến của trò chơi trong thời gian đó. Ở trò chơi cuối cùng "Băng chuyền", thông báo về thời gian của trọng tài sẽ quyết định số lượng thành viên được lên xe buýt ứng với mỗi câu trả lời đúng.
Hai trọng tài làm nhiệm vụ trong chương trình là Hoa Thanh Tùng ở khu vực miền Bắc và Đặng Ngọc Anh Khoa ở khu vực miền Nam.

## Luật chơi
Mỗi chương trình có tổng cộng bốn vòng chơi, trong đó tổng thời gian cho ba vòng đầu tiên là từ 35 đến 40 phút, vòng 4 không giới hạn thời gian chơi. Đội được chơi trước ở trò chơi đầu tiên được quyết định bằng cách bấm chuông, chọn ba trẻ em đại diện ba đội oẳn tù tì, hoặc để ba nữ trợ lý bốc thăm và xác định hình Beto (linh vật của chương trình) là của đội nào. Sang những vòng chơi tiếp theo, đội đi trước sẽ do trọng tài hoặc người dẫn chương trình đưa ra quyết định.

### Vòng 1
Vòng này có tất cả ba trò chơi được thay đổi theo từng tuần, gồm có:

#### Ghi nhớ bước chân
Trên bàn phím có ba hàng dọc, mỗi hàng đều có 9 ô vuông. Mỗi đội cử một thành viên tham gia trò chơi (mang áo 3x1 hoặc 5x1) bước lên những ô vuông có đèn màu tương ứng với màu áo mà đội chơi đang mặc. Nếu người chơi bước sai ở bất kỳ ô nào thì phải quay về vị trí xuất phát và chuyển lượt chơi cho đội ở bên tay phải. Người chơi vượt qua được cả 9 ô vuông trước sẽ giành được phần thắng và kết quả này cùng với số áo của thành viên sẽ kèm theo số hành khách lên xe buýt tương ứng.

#### Cho bạn hay cho ai
Mỗi đội cử một thành viên bất kỳ (mang áo 3x1 hoặc 5x1) tham gia vào trò chơi. Họ sẽ được treo lơ lửng trên những khung giàn và phải trả lời các câu hỏi mở. Sau khi đọc xong nội dung câu hỏi, người dẫn chương trình sẽ hỏi "Cho bạn hay cho ai?" để người chơi lựa chọn:
- Nếu chọn "Cho tôi": Người chơi tự trả lời câu hỏi. Nếu đúng sẽ được hạ xuống một nấc, nếu sai phải nhường quyền trả lời câu hỏi cho thành viên của đội ở bên tay phải.
- Nếu chọn "Cho đối phương": Người chơi chỉ định một trong hai người còn lại để trả lời. Nếu trả lời đúng thì người chơi nhận quyền trả lời câu hỏi sẽ được hạ xuống một nấc và có quyền trả lời câu hỏi tiếp theo; trả lời sai hay hết thời gian trả lời thì thành viên sử dụng quyền trợ giúp sẽ được hạ xuống một nấc và tiếp tục trả lời câu hỏi kế tiếp.

Đội chơi nào tiếp đất trước sau 4 nấc (từ ngày 27 tháng 9 năm 2007 là 6 nấc) sẽ giành được phần thắng ở trò chơi này. Kết quả này với số áo của thành viên sẽ kèm theo số hành khách lên xe buýt tương đương.

#### Vượt ràolaser
Mỗi đội cử một thành viên bất kỳ tham gia trò chơi (mang áo 3x1 hoặc 5x1). Người chơi được yêu cầu phải vượt qua những hàng rào đã được chiếu bởi tia laser (trước đó họ sẽ được trang bị kính đen để tránh bị chói mắt trong điều kiện cả trường quay cũng được tắt đèn). Trường hợp thí sinh bị laser chiếu vào người sẽ bị trọng tài phát tín hiệu cảnh báo và số thời gian của đội sẽ bị cộng thêm 10 giây. Tổng thời gian hoàn thành lượt chơi cũng là kết quả cuối cùng của đội. Đội chơi giành được phần thắng ở trò chơi này là đội có thời gian vượt qua hàng rào laser nhanh nhất; kết quả này với số áo của thành viên chơi sẽ kèm theo số hành khách lên xe buýt tương ứng.

#### Thử thách bổ sung
Ở thử thách bổ sung, một trong hai đội trưởng của hai đội vừa thua cuộc ở vòng 1 sẽ nhận lời thách đấu dành cho đội thắng cuộc. Hai đội trưởng nhấn chuông để giành quyền gọi một thành viên ở trên khán đài của đội chơi thắng cuộc (kể cả thành viên mang áo "Hành khách cuối cùng" và người cổ vũ, ngoại trừ thành viên đã chơi ở vòng trước) tham gia vào thử thách. Các thử thách có trong phần này bao gồm:
- Cắt tóc: Thành viên được gọi tên sẽ quay một vòng quay để chọn kiểu tóc, dừng lại ở kiểu tóc nào thì sẽ được thợ cắt tóc theo kiểu đó. Kể từ cuối tháng 11 năm 2007, hai ô được bổ sung là ô chiếc gương và ô tóc dài.
  - Nếu quay vào ô chiếc gương, một thành viên của đội thách đấu sẽ được lựa chọn để tham gia cắt tóc thay cho thành viên hiện tại. Nếu thành viên thách đấu thua phần thử thách, thành viên trước đó sẽ thắng.
  - Nếu quay vào ô tóc dài, thành viên được lựa chọn sẽ thắng ngay phần thử thách mà không phải tham gia cắt tóc.
- Vẽ mặt nạ: Thành viên được gọi tên sẽ xoay một vòng quay để chọn một mặt nạ và hoạ sĩ sẽ vẽ vào mặt của thành viên đó trong thời gian không hạn chế. Mặt nạ sẽ tồn tại trên mặt của thành viên đó trong một ngày.
- Trang phục đặc biệt: Thành viên được lựa chọn sẽ có 180 giây để mặc một bộ trang phục đặc biệt trong phòng thay đồ (với yêu cầu mặc đúng thứ tự các chi tiết của bộ trang phục và không được mặc cùng với áo thi đấu của mình).
- Khoảnh khắc ấn tượng: Thành viên được lựa chọn sẽ phải nhảy cùng với một vũ công sao cho giống với vũ công nhất trong thời gian 90 giây (từ tháng 12 năm 2007 là 120 giây). Trong một số tập, các biên đạo múa sẽ làm một động tác khó.
- Hát theo nghệ sĩ: Người chơi phải hát lại bài hát mà một ca sĩ đã thể hiện trước đó.
- Điệu nhảy trẻ thơ: Thành viên được chọn nhảy theo những gì người làm mẫu thực hiện.

Thành viên tham gia thử thách có quyền "bỏ cuộc" nếu cảm thấy không thể tham gia hoặc không muốn tham gia.
Sau khi hoàn thành thử thách, ban trọng tài sẽ đưa ra nhận xét và quyết định có công nhận có cho đội chơi đó đã vượt qua thử thách hay không.
| Trường hợp | Kết quả                                                                                           |
| ---------- | ------------------------------------------------------------------------------------------------- |
| Thắng      | Đội thắng vòng 1 sẽ thắng phần thử thách và là đội mở tỉ số với số người tương ứng                |
| Thua       | Đội thắng vòng 1 sẽ thua phần thử thách và đội đặt quyền thử thách sẽ là đội mở tỉ số với 1 người |
| Bỏ cuộc    | Đội thắng vòng 1 sẽ được mở tỉ số với 1 người lên xe                                              |

Trong một số chương trình đặc biệt, thử thách bổ sung sẽ được bỏ qua và đội thắng vòng 1 mặc định mở tỉ số với số thành viên tương ứng.

### Vòng 2: Giai điệu thân quen
Mỗi đội cử ra ba thành viên bất kỳ tham gia trò chơi (ngoại trừ thành viên mang áo "Hành khách cuối cùng"), trong đó một thành viên chạy trên một mô hình đĩa nhạc và hai thành viên còn lại lắng nghe giai điệu của bài hát và suy nghĩ trong thời gian 15 giây. Đội chơi nhấn chuông để giành quyền đoán tên ca khúc vừa nghe. Mỗi lần đoán đúng, mô hình đĩa nhạc sẽ được đẩy lên một nấc, nếu đoán sai thì phải nhường lượt chơi cho đội ở bên tay phải. Đội chơi đoán đúng cả bốn bài hát trước tiên sẽ giành được phần thắng và kết quả này với tổng số áo của cả 3 thành viên trong đội chơi sẽ kèm theo số hành khách lên xe buýt tương đương (áo 3×1 sẽ được 5 người lên xe và áo 5×1 là 7 người lên xe).
Lưu ý: Đội chơi phải trả lời tất cả các câu hỏi của chương trình và tuyệt đối không nghe theo gợi ý của cổ động viên. Nếu bị phát hiện, đội chơi sẽ bị trọng tài cảnh cáo và mất lượt chơi.

### Vòng 3: Băng chuyền
Những hành khách còn lại của mỗi đội chơi chưa được lên xe buýt sẽ đứng thành ba hàng dọc trên ba băng chuyền, với người đứng cuối trong hàng là thành viên mang áo "Hành khách cuối cùng". Quyền ưu tiên được dành cho đội chơi đang có số hành khách chưa được lên xe buýt nhiều nhất. Hành khách đứng ở trên băng chuyền sẽ trả lời một câu hỏi trắc nghiệm với ba đáp án A, B và C. Nếu trả lời đúng thì đội chơi sẽ có thêm 3 hành khách (trong một số tập là 2 hành khách, số hành khách do trọng tài quyết định) được lên xe buýt, còn nếu trả lời sai thì phải nhường quyền trả lời câu hỏi cho đội chơi ở bên phải. Đội giành được phần thắng trong trò chơi "Băng chuyền" là đội đã có tất cả các hành khách đã được lên xe buýt và chỉ để lại người có áo "Hành khách cuối cùng", đồng thời sẽ giành quyền đi trước trong vòng 4.
Trong trường hợp trọng tài thông báo "hết thời gian" khi trò chơi chưa kết thúc, mặc định đội có số hành khách còn lại trên băng chuyền ít nhất sẽ là đội thắng.

### Vòng 4: Tìm chìa khoá
Thành viên mặc chiếc áo "Hành khách cuối cùng" sẽ phải lựa chọn một trong số những chiếc chìa khóa được đưa ra để tra vào ổ khoá xe buýt. Mỗi hành khách chưa được lên xe buýt (kể cả thành viên mặc áo "Hành khách cuối cùng") được tính là một chiếc chìa khoá sai, cộng với một chiếc chìa khoá đúng. Nếu chiếc chìa khoá được chọn làm cho xe buýt nổ máy, đội chơi sẽ giành được chiến thắng chung cuộc, đồng thời chương trình cũng sẽ kết thúc ngay sau đó. Nếu không, lượt tìm chìa khoá được dành cho các đội có số hành khách lên xe buýt nhiều hơn, với số lượng chìa khóa tăng dần.
Trong trường hợp cả ba đội đều không tìm được chiếc chìa khóa đúng (chỉ có một lượt tìm chìa khóa duy nhất cho mỗi đội), phần thắng chung cuộc sẽ thuộc về đội đã chiến thắng từ vòng chơi trước.

## Cơ cấu giải thưởng
Dưới đây là cơ cấu giải thưởng tương ứng cho các đội xếp nhất, nhì, ba chung cuộc:
| Giải Nhất                                                                  | Giải Nhì      | Giải Ba       |
| -------------------------------------------------------------------------- | ------------- | ------------- |
| 15.000.000 VNĐ + 1 chuyến đi du lịch tới một địa điểm do đội chơi lựa chọn | 4.000.000 VNĐ | 2.000.000 VNĐ |

Trường hợp hai đội còn lại đồng giải Nhì thì mỗi đội sẽ được nhận 3.000.000 VNĐ.

## Nhận diện

### Giao diện
Từ năm 2008, Hành khách cuối cùng chuyển sang giao diện màu tím so với giao diện màu vàng chanh trước đó.

### Âm nhạc
Hành khách cuối cùng sử dụng ca khúc "Sát cánh bên nhau" do nhạc sĩ Sỹ Luân sáng tác và trình bày làm bài hát chính của chương trình.
Bên cạnh đó, trong suốt chương trình còn có một đoạn nhạc được phát trước phần quảng cáo với những ca từ như: "Nào mình cùng lên xe buýt, nào mình cùng đi chơi nhé...", dựa trên nền nhạc ca khúc "Pump it up" của ca sĩ Danzel. Nó được xem là một câu khẩu hiệu để cổ vũ cho tinh thần của các đội chơi, đồng thời cũng nói lên giải thưởng của chương trình. Câu hát này đã gắn liền với Hành khách cuối cùng và trở nên phổ biến đến mức một số người đã nhầm tưởng tên chương trình là "Nào mình cùng lên xe buýt".

### Linh vật
Linh vật của chương trình là Beto - hình tượng của một thanh niên, cũng xuất hiện trên biểu tượng của Hành khách cuối cùng. Beto được hình tượng hóa là người dẫn đường cho các đội chơi trong mỗi chuyến du lịch.

## Các số phát sóng
Chú ý: Trong các tập phát sóng, tên của đội chơi được in đậm là đội chơi chiến thắng.

### Năm 2007
| Ngày phát sóng | Đội Đỏ                    | Đội Xanh lá cây                                   | Đội Xanh dương          |
| -------------- | ------------------------- | ------------------------------------------------- | ----------------------- |
| 6/9/2007       | Đại học Lao động - Xã hội | Đại học Điện lực                                  | Cao đẳng Kinh tế Hà Nội |
| 13/12/2007     | Indochinapro              | Bưu điện Trung tâm II - Bưu điện thành phố Hà Nội | FPT Global              |

### Năm 2008
| Ngày phát sóng                                                   | Đội Đỏ                                      | Đội Xanh lá cây                            | Đội Xanh dương                             |
| ---------------------------------------------------------------- | ------------------------------------------- | ------------------------------------------ | ------------------------------------------ |
| 21/2/2008                                                        | Trường Cao đẳng Công nghệ Bắc Hà            | Trung tâm Dạy nghề Y tế Giao thông vận tải | Trường Cao đẳng Sư phạm Trung ương         |
| 15/5/2008                                                        | VDC                                         | Ngân hàng TMCP Ngoại thương Việt Nam       | Dolphin Media                              |
| 29/5/2008 (Số đặc biệt kỷ niệm 1 năm phát sóng của chương trình) | Ca sĩ Ngọc Anh                              | Ca sĩ Lưu Hương Giang                      | Ca sĩ Hoàng Hải                            |
| 3/7/2008                                                         | Hội Hiến máu Nhân đạo Hà Nội                | Trường Cán bộ quản lý Văn hóa thông tin    | NIIT Thăng Long                            |
| 31/7/2008                                                        | Công ty Cổ phần Giải pháp Phần mềm Hòa Bình | Công ty TNHH SPI Việt Nam                  | Ngân hàng TMCP Công thương Việt Nam        |
| 9/10/2008 (Số đầu tiên của series ghi hình ở miền Nam)           | Đại học Mở TP. Hồ Chí Minh                  | Đại học Tôn Đức Thắng                      | Trường Cao đẳng Kinh tế đối ngoại          |
| 27/11/2008                                                       | Trường Cao đẳng Bách Việt                   | Đại học Kỹ thuật Công nghệ TP. Hồ Chí Minh | Đại học Giao thông vận tải TP. Hồ Chí Minh |

### Năm 2009
| Ngày phát sóng                      | Đội Đỏ                                               | Đội Xanh lá cây                                                 | Đội Xanh dương                                |
| ----------------------------------- | ---------------------------------------------------- | --------------------------------------------------------------- | --------------------------------------------- |
| 1/1/2009 (Ghi hình ngày 2/12/2008)  | Đại học Luật TP. Hồ Chí Minh                         | Học viện Công nghệ Bưu chính Viễn thông - Cơ sở TP. Hồ Chí Minh | Đại học Khoa học xã hội và Nhân văn           |
| 16/7/2009 (Ghi hình ngày 22/6/2009) | Tổng Công ty Cổ phần Bảo hiểm Dầu khí Việt Nam (PVI) | Ngân hàng TMCP Tiên Phong (TienPhongBank)                       | Tổng Công ty vận tải Viễn Đông                |
| 23/7/2009 (Ghi hình ngày 22/6/2009) | Chưa rõ                                              | Aqua                                                            | Công ty Bách Khoa Computer                    |
| 30/7/2009 (Ghi hình ngày 22/6/2009) | Khách sạn InterContinental                           | Trung tâm Tư vấn và Công nghệ môi trường                        | Công ty Cổ phần Nghiên cứu và Thí nghiệm điện |
| 13/8/2009 (Ghi hình ngày 23/6/2009) | Hanoi-Arena                                          | Chưa rõ                                                         | Chưa rõ                                       |

## Kết thúc sứ mệnh
Sau số phát sóng cuối cùng vào ngày 20/8/2009, gameshow Hành khách cuối cùng chính thức nói lời chia tay khán giả sau 2 năm lên sóng. Thay thế cho khung giờ 20:00 tối thứ 5 hàng tuần là chương trình Song ca cùng thần tượng.